# Sake
Sake (酒) (udtales [sake] på japansk) er en alkoholisk drik fra Japan. Drikken laves af ris. 
På japansk er sake ordet for en hvilken som helst alkoholisk drik, mens ordet for sake er Nihonshu (日本酒), hvilket betyder japansk sake.